# Sikorsky Russky Vityaz

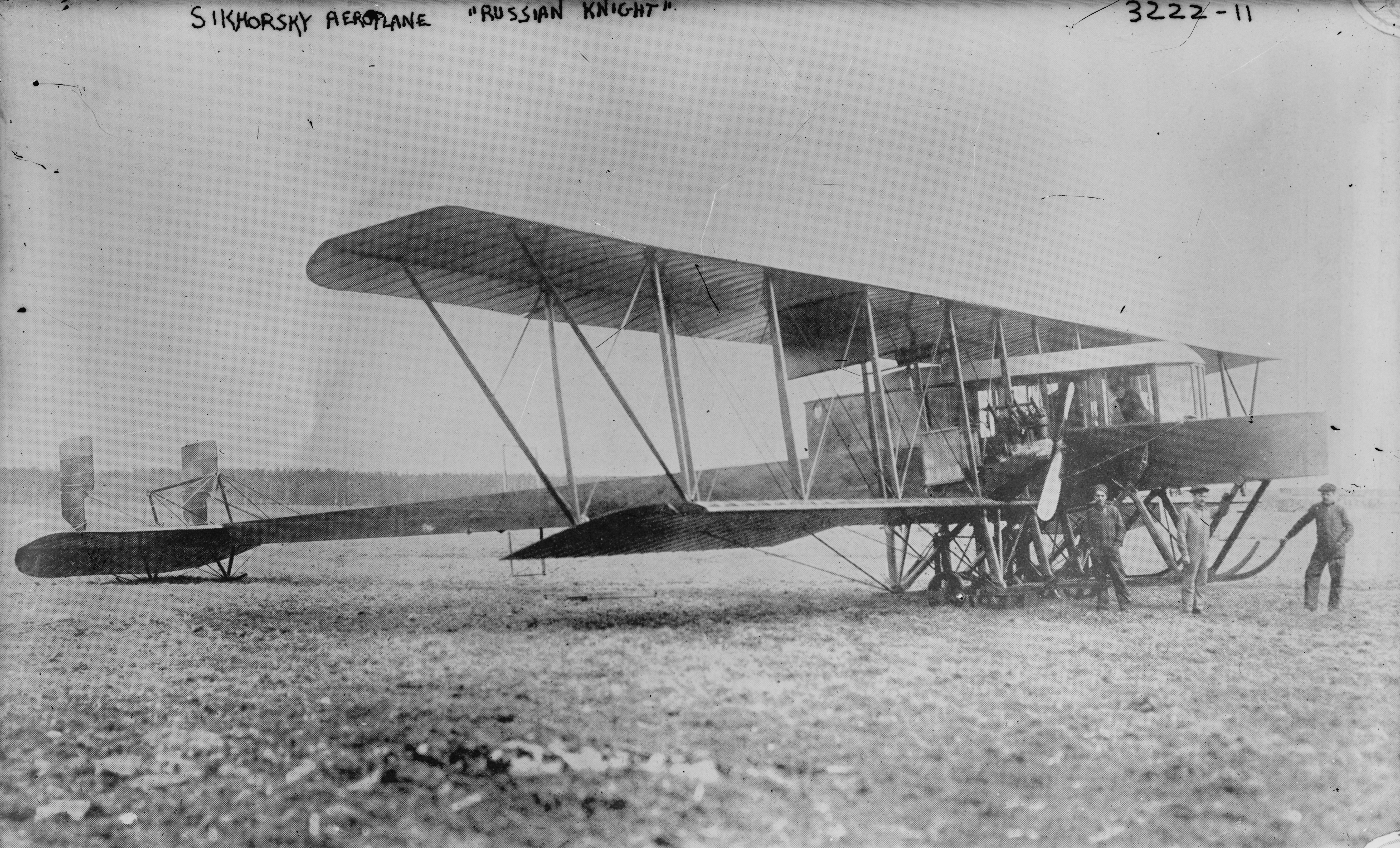
Primera versión con dos motores.

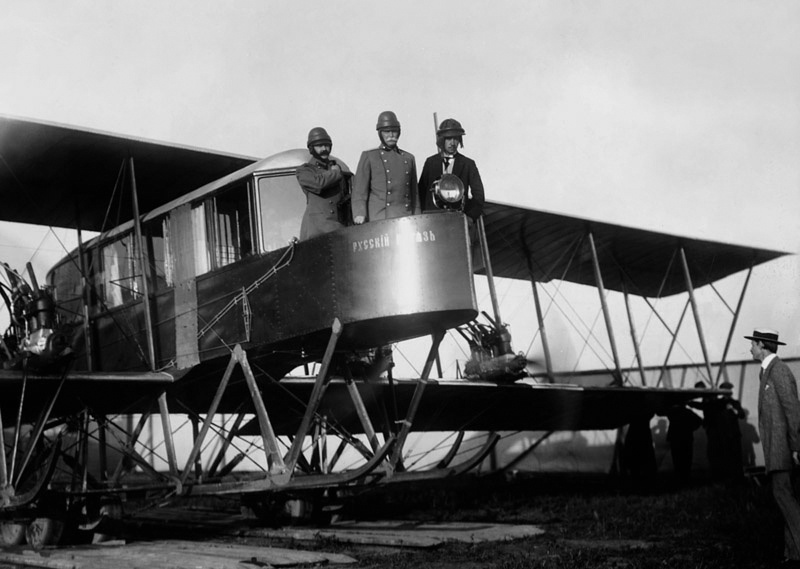
Ígor Sikorski con los pilotos Genner y Kaulbars en el "Russky Vítyaz", 1915.

El avión ruso Russky Vítyaz (en ruso: «Ру́сский ви́тязь», Caballero ruso) fue construido en 1913, y apodado “Le Grand” (en ruso: Гранд, del francés El Grande). Se considera un importante hito en la historia de la aeronáutica: fue el primer cuatrimotor del mundo y el primer aparato verdaderamente destinado a transportar pasajeros.
Ígor Sikorski concibió el Russky Vítyaz inicialmente en 1911, cuando ningún avión podía levantar una carga superior a 600 kg. El récord lo tenía el piloto francés Ducis, que había volado una distancia de 800 m con esa carga. Cuando el mundo se enteró de la noticia de la construcción del Vítyaz, a principios de 1913, ni los expertos ni la prensa dieron credibilidad alguna, a que un aparato de ese tamaño volara nunca.
Contradiciendo el dictamen de los expertos, el Vítyaz despegó el 13 de mayo de 1913 de San Petersburgo con los pilotos Sikorski y Aleknovitch.

## Descripción
El Vítyaz era un biplano constituido de elementos tensores, con estructura de abeto y fresno. Las alas eran asimétricas de forma cuadrada, de 2,5 m de ancho y separada 2,5 m la mayor, colocada en la parte superior, de la inferior. Estaban hechas de madera de caoba forrada con tela de lino. El fuselaje era un habitáculo de sección cuadrada, forrado de madera contrachapada. Poseía una amplia cabina para los pilotos y pasajeros, y en la misma se instalaron cuatro sillones y un sofá, una mesa, alumbrado eléctrico y aseos. Los pasajeros hasta podían desplazarse durante el vuelo sin afectar a la estabilidad.
El puesto de control estaba dotado de una doble columna de mando. Delante del puesto de control, había un puesto de observación equipado con un reflector y una ametralladora. El avión tenía un tren de aterrizaje de 16 ruedas, cuatro grandes patines y requería una longitud de pista de 700 m para despegar. La estabilidad estaba controlada por alerones colocados en el ala superior.
El primer vuelo de larga distancia fue entre el 10 y 27 de mayo de 1913, en la que demostró su estabilidad.
El Russky Vítyaz realizó 53 vuelos sin accidentes. El avión se dañó gravemente el 23 de junio de 1913 en el aeropuerto de Krásnoie Seló, cuando un avión monoplaza Morane-Saulnier perdió su motor mientras aterrizaba, el cual cayó sobre este y lo aplastó. Sikorski desmontó el aparato y construyó otro distinto que se llamó Ilyá Múromets, el cual sería el primer bombardero cuatrimotor del mundo.

### Motorización
La primera versión tuvo cuatro motores en línea Argus de 100 CV alineados por grupos de dos en tándem, y que implicaban dos hélices tractoras. Sikorski no estaba satisfecho de la potencia desarrollada, y modificó el concepto para utilizar cuatro hélices.

## Especificaciones
Referencia datos: 

### Características generales
- Tripulación: 2
- Capacidad: 5 pasajeros
- Longitud: 20 m (65,6 ft)
- Envergadura: 27 m (88,6 ft)
- Altura: 4 m (13,1 ft)
- Superficie alar: 120 m² (1291,7 ft²)
- Peso vacío: 3400 kg (7493,6 lb)
- Peso cargado: 4000 kg (8816 lb)
- Peso máximo al despegue: 4940 kg (10 887,8 lb)
- Planta motriz: 4×  Argus.
  - Potencia: 74 kW (102 HP; 101 CV) cada uno.

### Rendimiento
- Velocidad máxima operativa (Vno): 90 km/h (56 MPH; 49 kt)
- Alcance: 170 km (92 nmi; 106 mi)
- Techo de vuelo: 600 m (1969 ft)